# -Side Horizon- Stardust Melodia
-Side Horizon- Stardust Melodia es el sencillo en CD #11 de Ceui lanzado el 9 de noviembre de 2011; Kodaka Kotaro fue el compositor, mientras que Ceui realizó la letra y la música. La pista del título fue utilizada como el tema de cierre de la serie anime  Kyōkai Senjō no Horizon. El sencillo alcanzó la posición #26 en el top semanal de Oricon, manteniéndose durante 4 semanas.

## Lista de pistas
| N.º | Título                                                     | Duración | Letra | Compositor    | Arreglos      | Nota/s                                                |
| --- | ---------------------------------------------------------- | -------- | ----- | ------------- | ------------- | ----------------------------------------------------- |
| 1   | -Side Horizon- Stardust Melodia                            | 4:36     | Ceui  | Kodaka Kotaro | Kodaka Kotaro | tema de cierre para el anime Kyōkai Senjō no Horizon. |
| 2   | The secret of the story - just one - and me                | 5:07     | Ceui  | Kodaka Kotaro | Kodaka Kotaro |                                                       |
| 3   | -Side Horizon- Stardust Melodia (instrumental)             | 4:36     |       |               |               |                                                       |
| 4   | The secret of the story - just one - and me (instrumental) | 5:04     |       |               |               |                                                       |

## Medios

### CD
| N.º | Título                          | Lanzamiento             | Álbum       | Nota/s                                     |
| --- | ------------------------------- | ----------------------- | ----------- | ------------------------------------------ |
| 1   | -Side Horizon- Stardust Melodia | 21 de noviembre de 2011 | Labyrinthus | segundo álbum de estudio de la cantautora. |